# Ariège (sông)
Ariège (tiếng Occitan: Arièja, tiếng Catalunya: Arieja) là một con sông dài 163 km ở miền nam nước Pháp, nhánh phải của Garonne.  Khởi nguồn của nó xuất phát từ dãy núi Pyrenees, nơi nó tạo thành một phần của biên giới với Andorra. Nó chảy về phía bắc qua các thị trấn sau theo hai khu vực:
- Trong Ariège: Ax-les-Thermes, Les Cabannes, Tarascon-sur-Ariège, Montgaillard, Foix, Varilhes, Pamiers, Saverdun.
- Trong Haute-Garonne: Cintegabelle, Auterive.

Các phụ lưu dài nhất của nó là Hers-Vif và Lèze. Nó chảy vào Garonne ở Portet-sur-Garonne, phía nam Toulouse.  Theo nghĩa đen, nguồn gốc tiếng Latinh của tên sông, Aurigera, nghĩa là nguồn vàng.